# 安德烈·别雷
安德烈·别雷（俄語：Андрей Белый，1880年10月26日—1934年1月8日）原名鮑里斯·尼古拉耶維奇·布加耶夫（Бори́с Никола́евич Буга́ев），是一位俄羅斯小說家、詩人、理論家、文學評論家。他的小說《彼得堡》（Петербург）被弗拉基米爾·納博科夫認為是20世紀的四本最偉大小說之一。

## 生平
1880年，别雷出生於莫斯科，於著名的知識分子家庭中成長。他的父親尼古拉·别雷是一位頂尖的數學家，同時也是莫斯科學派的創始人之一。他的母親不僅非常聰明，也是一位美女。年輕的别雷相當博學，包括數學、音樂、哲學和文學。他會參加象徵主義運動和俄國學派新康德主義。
别雷的哲學論文是眾所周知，他批評幾何和概率，反而大肆宣揚數學分析。因為受到他父親的影響，安德烈·别雷經常通過熵來描述一個概念。
别雷的創作影響幾個文學流派，也受到其影響，特別是象徵主義。象徵主義的特點是顯著的神秘主義，也帶有一種喜怒無常的音樂性。他的文學對於俄羅斯作家（甚至音樂家）產生深遠影響，經常被比擬成詹姆斯·喬伊斯在英語世界所帶來的衝擊。
受到他父親的影響，别雷在莫斯科大學學習數學與物理。1903年，别雷與俄羅斯詩人亞歷山大·勃洛克開始通信，進而在隔年成為朋友。别雷在1903年以優異的成績表現從莫斯科大學畢業。1904年，重新進入歷史哲學系學習。之後别雷決定從事文學工作。
别雷與亞歷山大·勃洛克年輕的妻子發展出親密關係持續兩年之久。1906年，别雷寫了一首著名的詩描述三角關係。在此期間，别雷可能曾經自殺，之後亞歷山大·勃洛克夫婦沒有分開，別雷只好失意的前往國外。
别雷在兩年後回到俄羅斯，與一名女子亞莎順利結婚。1910年别雷完成了长篇小说《银鸽》。1911年，别雷夫婦前往西西里島與埃及旅行。1912年，别雷結識魯道夫·斯坦納，受到其影響很大。1914年，别雷前往瑞士。
别雷年輕時深受哲學家弗拉基米爾·索洛維約夫家族的影響，特別是弗拉基米爾的弟弟米哈伊爾·索洛維約夫，别雷在自傳體詩《第一次接觸》（1921年）曾描述這種關係，這個標題受到弗拉基米爾·索洛維約夫的作品《三次接觸》影響。
别雷於1916年返回俄羅斯，完成象徵主義小說《彼得堡》（1916年出版，1922年再版）通常被認為是他的最高傑作。這本書採用醒目的散文寫作方式。這部小說背景是20世紀初（1905年俄國革命）的聖彼得堡。小说出版后引起了主管文化艺术的卢纳察尔斯基的注意，改变的话剧也搬上舞台。
1917年，别雷與亞莎離婚，這種分離的痛苦可以從一些詩作中被發現。亞莎的回憶錄已經成為當前研究别雷的重要材料。1921年，别雷前往柏林，期间将《彼得堡》删节出版，成为后来在苏联通行的版本，直到1923年别雷才返回俄羅斯。
别雷晚年受到魯道夫·斯坦納的人智學影響。1934年1月8日，53歲的别雷於莫斯科去世。

## 榮譽
安德烈·別雷獎（俄語：ПремияАндреяБелого）是俄羅斯文學中最重要的獎項之一，以他來命名。别雷的詩經常於音樂作品中出現，由俄羅斯歌手、詞曲作家進行改編。

## 相關文獻
- Alexandrov, Vladimir. (1985). Andrei Bely: The Major Symbolist Fiction. Cambridge, MA: Harvard University Press.
- Elsworth, J. D. (1983). Andrey Bely: A Critical Study of the Novels. Cambridge, UK: Cambridge University Press.
- Maslenikov, Oleg A. (1952). The Frenzied Poets: Andrey Biely and the Russian Symbolists. Berkeley: University of California Press.
- Mochulsky, Konstantin. (1977). Andrei Bely: His Life and Works, tr. Nora Szalavitz. Ann Arbor, MI: Ardis.

## 外部連結
- Works by Andrei Bely （页面存档备份，存于）
- Translation of Andrei Bely's short story "The Yogi" （页面存档备份，存于）
- English translations of 3 poems by Babette Deutsch and Avrahm Yarmolinsky, 1921 （页面存档备份，存于）
- English translations of 4 poems （页面存档备份，存于）
- English translation of Rus' (Russia) （页面存档备份，存于）